# Gurk (flod)
Floden Gurk är en 157 km lång biflod till floden Drau i den österrikiska förbundslandet Kärnten. Avrinningsområdet är 2 581 km² vilket motsvarar ca 27% av Kärntens yta. 
Gurks källa är två små alpsjöar i Gurktalalperna som är belägna på 1 970 m resp. 2 010 m ö.h. Floden flyter genom Gurkdalen österut. Vid Brückl vänder floden mot söder och rinner ut i Klagenfurtbassängen där den tar upp floden Glan öster om Klagenfurt. Där vänder den mot öster igen och mynnar i Drau vid orten Stein.
Vid floden ligger staden Strassburg och köpingen Gurk. 